# Criselefantí

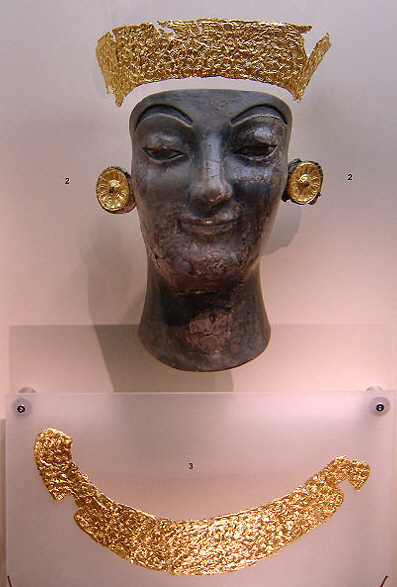
Fragments d'una escultura arcaica de criselefantí procedent de Delfos. La cara, que es veu actualment ennegrida pel foc o pel temps, és d'ivori

El criselefantí (del grec χρυσός, khrisós, 'or', i ελεφάντινος, elefàntinos, 'vori') és una tècnica escultòrica apareguda a Grècia a l'entorn del segle vi aC, que es caracteritzava per la utilització de plaques de vori (generalment, per a representar la carn del cos humà) i pa d'or (per a representar la roba, els cabells, les armes, els guarniments, etc.), muntats sobre una armadura de fusta que quedava totalment coberta.
Els primers que van elaborar estàtues amb aquesta tècnica van ser Dipè i Escil·lis, que segons Pausànias utilitzaven el vori, el banús i l'or. Amb aquesta tècnica també treballaven Doriclides, Teocles i altres escultors arcaics de la primera part del segle vi aC.
Els dos exemples més cèlebres en són dues escultures de Fídies: l'estàtua d'Atena Pàrtenos ('verge'), que s'alçava al Partenó d'Atenes i l'estàtua sedent de Zeus al temple d'Olímpia, considerada una de les set meravelles del món. També Policlet va fer escultures d'aquesta mena: se sap que, si més no, va fer una estàtua d'Hera a Argos.
Leòcares el Vell va fer, per honorar diversos reis que es volien comparar amb els déus, estàtues d'aquesta mena que va instal·lar al Filipeion d'Olímpia. Eren les de Filip II de Macedònia, Alexandre el Gran, Amintes, Olímpies i Eurídice, fetes de vori i or.
Es poden relacionar amb aquesta tècnica les estàtues colossals d'època romana, amb el cap i les parts nues del cos fets de marbre blanc i les vestidures fetes d'altres materials, també muntades sobre armadures de suport. N'és un exemple l'estàtua de l'emperador Constantí, coneguda com el Colós de Constantí, de la qual se'n conserven el cap, una mà i un peu al pati del Palazzo dei Conservatori (Museus Capitolins) a Roma. En aquesta època, no eren infreqüents les estàtues fetes de blocs de marbre de colors per a les vestidures, mentre que el cap i les extremitats eren esculpits en marbre blanc.